# Phlegopsis erythroptera
Phlegopsis erythroptera là một loài chim trong họ Thamnophilidae.